# ホーヤ
ホーヤ (ドイツ語: Hoya, ドイツ語発音: [ˈhoːja]) は、ドイツ連邦共和国ニーダーザクセン州のニーンブルク/ヴェーザー郡に属す都市で、ザムトゲマインデ・グラーフシャフト・ホーヤの本部所在地である。

## 地理

### 地名の意味
ホーヤは1150年頃の『聖ベルンヴァルトの奇蹟』に「Hoge」という名で初めて記載されている。これは古ザクセン語で「高い」を意味すると解釈されている。これがやがて「de Hogen」と形を変えた。さらに中世になると子音の軟化（-g- が -j- や -y- に変化すること）や、語尾がローマ風の -a になるという変化が起こった。これは皇帝の書記官の嗜好を反映した表記法であったが文語の権威に押されて、口語でもこうした名称が使われるようになっていった。ヴェーザー川上流のボーダーヴェルデン近郊の集落 Hajen（現在はエンマータールの一部）も昔は Hogen という名称であった。
低地ドイツ語ではこの街を Haaien と呼ぶ。地元での「自然な」発音変化を標準ドイツ語の表記で綴ると de Hogen - de Hoyen - de Haaien と変化したことになる。

## 歴史

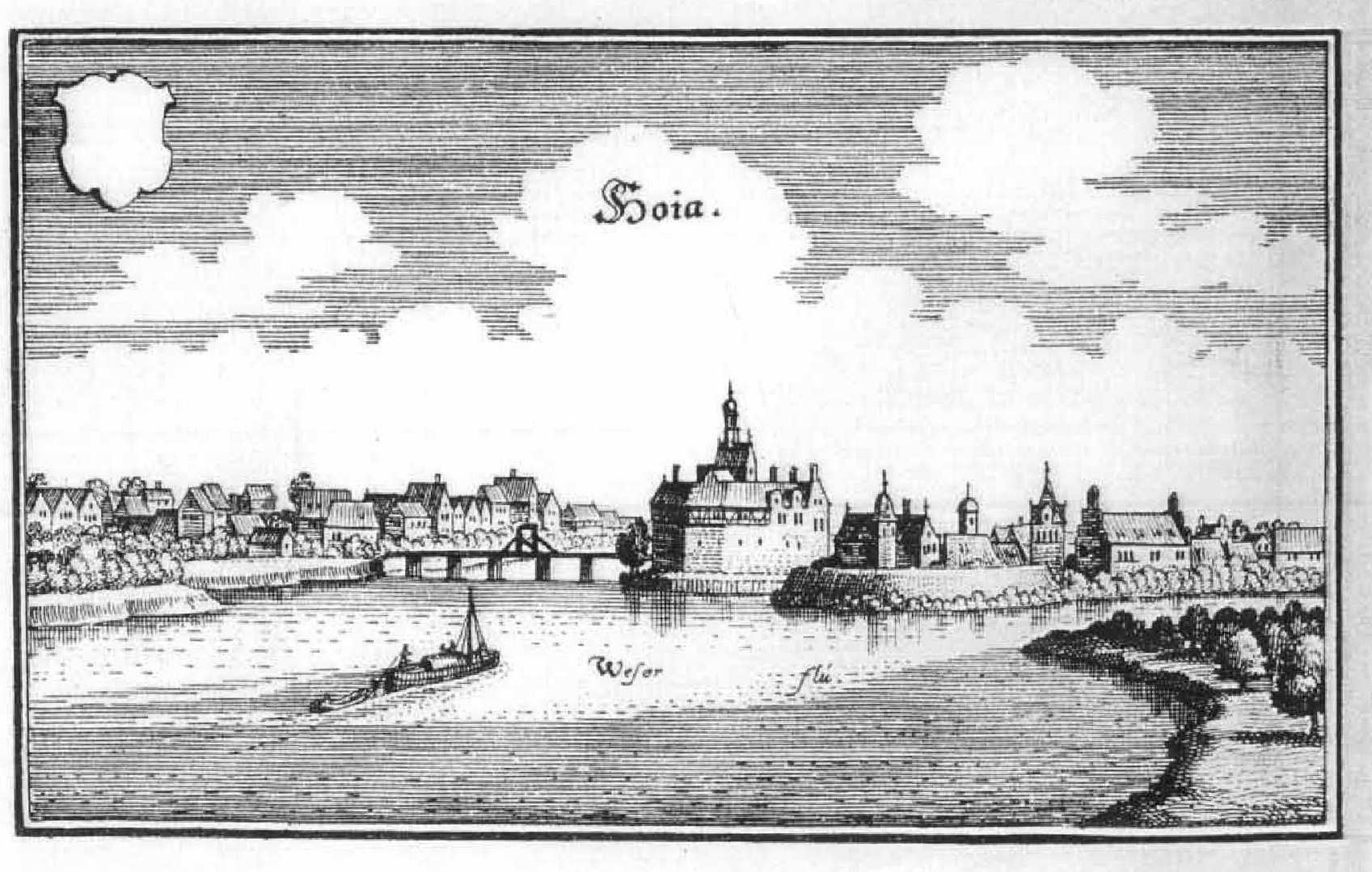
1647年のホーヤ (Hoia) の版画

ホーヤは12世紀から存在する街である。ホーヤ伯の家系は、おそらくシュトゥンペンハウゼン伯（ヴィーツェン近郊のシュトゥンペンハウゼン城に拠った）に由来する。ホーヤ伯の居館は、初めはホーヤ城であったが、後に伯家は2系列に分裂し、ニーンブルク・アン・デア・ヴェーザーにも居館が設けられた。
16世紀の初めにホーヤ系の家系が断絶してホーヤ伯家は一旦統合された。しかし16世紀末にはニーンブルク系の伯家も断絶したため、そのレーエンや相続領はヴェルフェン家の所領となった。ホーヤ伯家の家紋（2本の黒いクマの手）は、ヴェルフェン家の別紋とされた。ホーヤ伯家の遺領の大部分はフレッケン・ホーヤ（フレッケンは都市権を有さないが市場開催など一定の自治権を認められた町村）とともに、ツェレを首都とするリューネブルク侯領に編入された。
ホーヤを含むリューネブルク侯領は、ゲオルク・ヴィルヘルムが亡くなった1705年以後はハノーファー選帝侯領（1805年以降はハノーファー王国）に属した。プロイセンによるハノーファー王国併合後、1866年からホーヤはプロイセンのハノーファー管区に所属した。その後、プロイセンの行政改革に伴ってフレッケン・ホーヤを首邑とするグラーフシャフト・ホーヤ郡が創設された。1929年、ホーヤに都市権が授けられた。その3年後にはジーケが郡庁所在地となった。1974年の地域改革によりホーヤを中心とするザムトゲマインデ・ホーヤ（集合自治体）が発足した。
このザムトゲマインデは1977年以降ザムトゲマインデ・グラーフシャフト・ホーヤと改名し、ニーンブルク/ヴェーザー郡の一部となった。

## 行政

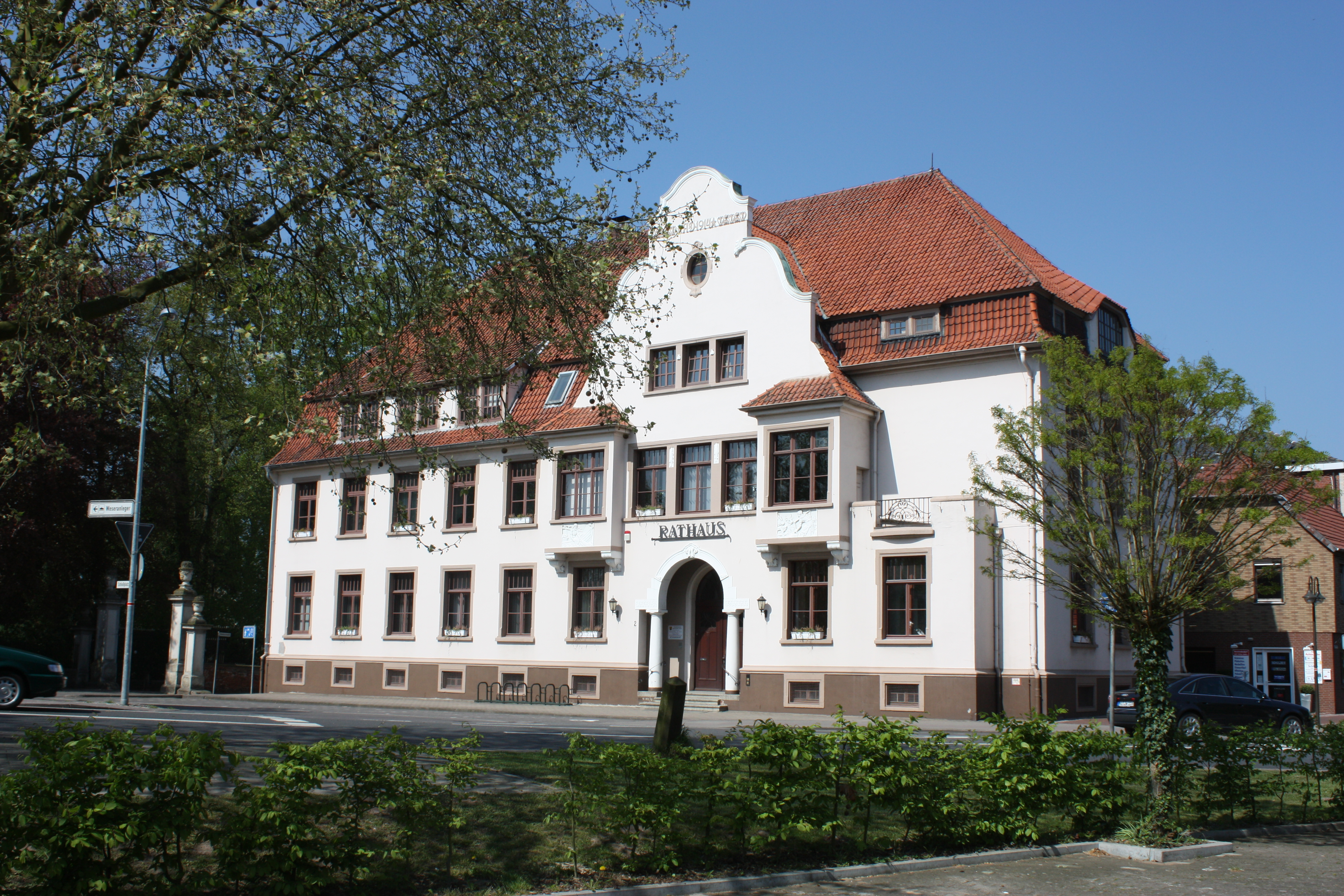
市庁舎

### 議会
ホーヤの市議会は15議席からなる。

### 紋章
赤地に様式化された城。城は青い屋根の塔や隅の張り出し部を有している。幅広の中央の塔には金の紋章が掲げられている。紋章には下端がつながった赤い爪のある黒いクマの手が描かれている。

### 姉妹都市
- ドゥシュニキ・ズドルイ（ポーランド、ドルヌィ・シロンスク県）1997年

ホーヤ市は1945年から東プロイセン北部のアレンブルク（現在はロシア連邦カリーニングラード州ドルシュバ）に対する援助協力関係を結んでいた。

## 文化と見所

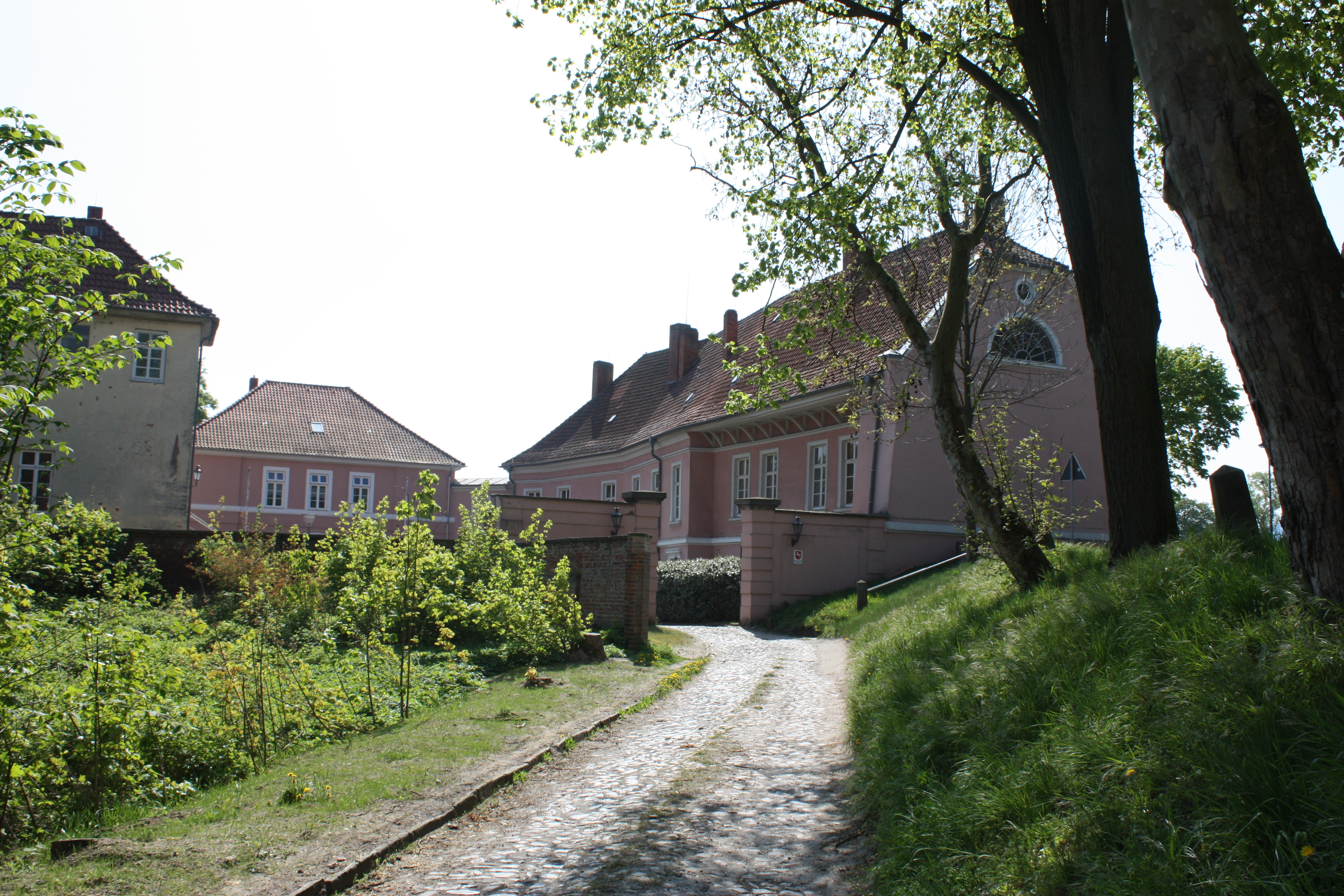
ホーヤ城趾

### 建造物と公園
- ホーヤ城は、18世紀後半に主塔やその他の建物が解体された後は、中世の建造物はわずかな遺構が遺るのみである。城趾には、ホーヤ区裁判所管区が廃止されるまでは区裁判所が置かれていた。現在は、ニーンブルク区裁判所の支所が置かれている。
- ヴェーザー川右岸にある聖マルティヌス旧教区教会は大規模なゴシック建築であるが、大部分は18世紀（木組み建築の長堂）および19世紀（塔）に造営されたものである。特筆すべきはゴシック時代の墓標板である。これは教会外のレリーフとともに風化が進行している。プロテスタント教会は1967年に聖マルティン教会を放棄してマルティン・ルター教会を建設した。ヴェーザー川左岸に建てられた新しい教会は、その風変わりな外観から「魂の発射台」と呼ばれている。一方、古い教会堂は1995年以降包括的な改修がなされた後「マルティン教会文化センター」として利用されている。この教会がかつて城内礼拝堂であったという資料が時折見られるが、これは誤りである。こうした誤解は、19世紀のニーンブルクの教師で郷土史家であったガーデに由来している。城内礼拝堂は城の中にあるはずだが、ホーヤ城とマルティン教会は遠く離れているのである。ただし、マルティン教会がホーヤ伯家の廟所であったことは事実である。
- 街の中心部に17世紀初めから19世紀の興味深い木組み建築が何棟か遺されている。ダイヒ通り11番の建物は17世紀半ばに建設された3階建てで破風が幾重にも突き出している。ダイヒ通り13番の建物は、やはり3階建てで、1658年に建てられた。ダイヒ通り14番の1階は1905年に造られたコンクリート製破風が、1604年建造の市内で最も古い家屋を覆っていた。1階の壁は建築史上重要なものであったにもかかわらず2007年12月に解体された。この木組み建築は、その後別の場所に一部が再建された。
- 教会の近くに市民公園がある。その主要部分はブレーメン伯が遺贈した公園とフレッケン時代に最初に造られた公営墓地の敷地である。市民公園には様々な珍しい樹木や植物、歴史記念碑がある。

### 公共空間の芸術品

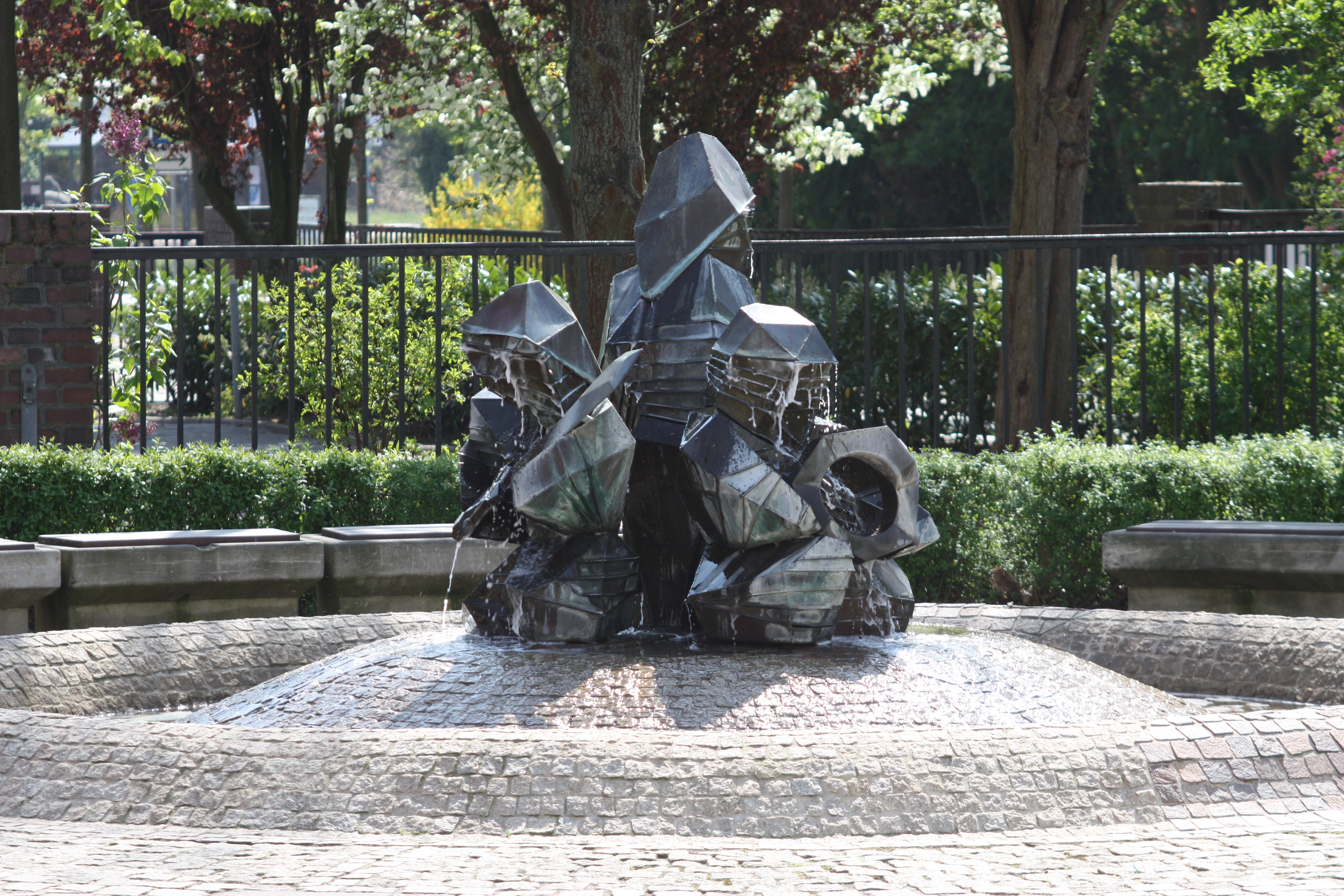
『こびとの泉』

ホーヤの市内には芸術家が制作した3つの全く異なった作品がある。これらの芸術作品は、銅、真鍮、砂岩、木材、合成樹脂や特殊鋼など様々な素材で創られている。
- ホーヤ市中心部のランゲン通りにあるR.ドゥーヴェとR.クビナ作の『こびとの泉』（1989年）。これは銅、真鍮、砂岩、木材で創られている。この像はホーヤ城のこびとにまつわる伝説を造形的に表現したものである。
- ヴェーザー橋近くの「ファミラ・マルクト」にある2匹のウナギ像（2004年、合成樹脂と特殊鋼製）。これはA.ビットナー、U.ビットナー、R.D.ネーレンベルクによる作品である。この作品は旧市街との絆を表現しており、またホーヤとヴェーザー川との結びつきをも表している。
- ホーヤ貯蓄銀行の銀行ホールにはシュヴェリンゲンの芸術家ゴットリープ・ポット・ドア (1905 - 1978) が1950年代に制作した壁画がある。

## 経済と社会資本

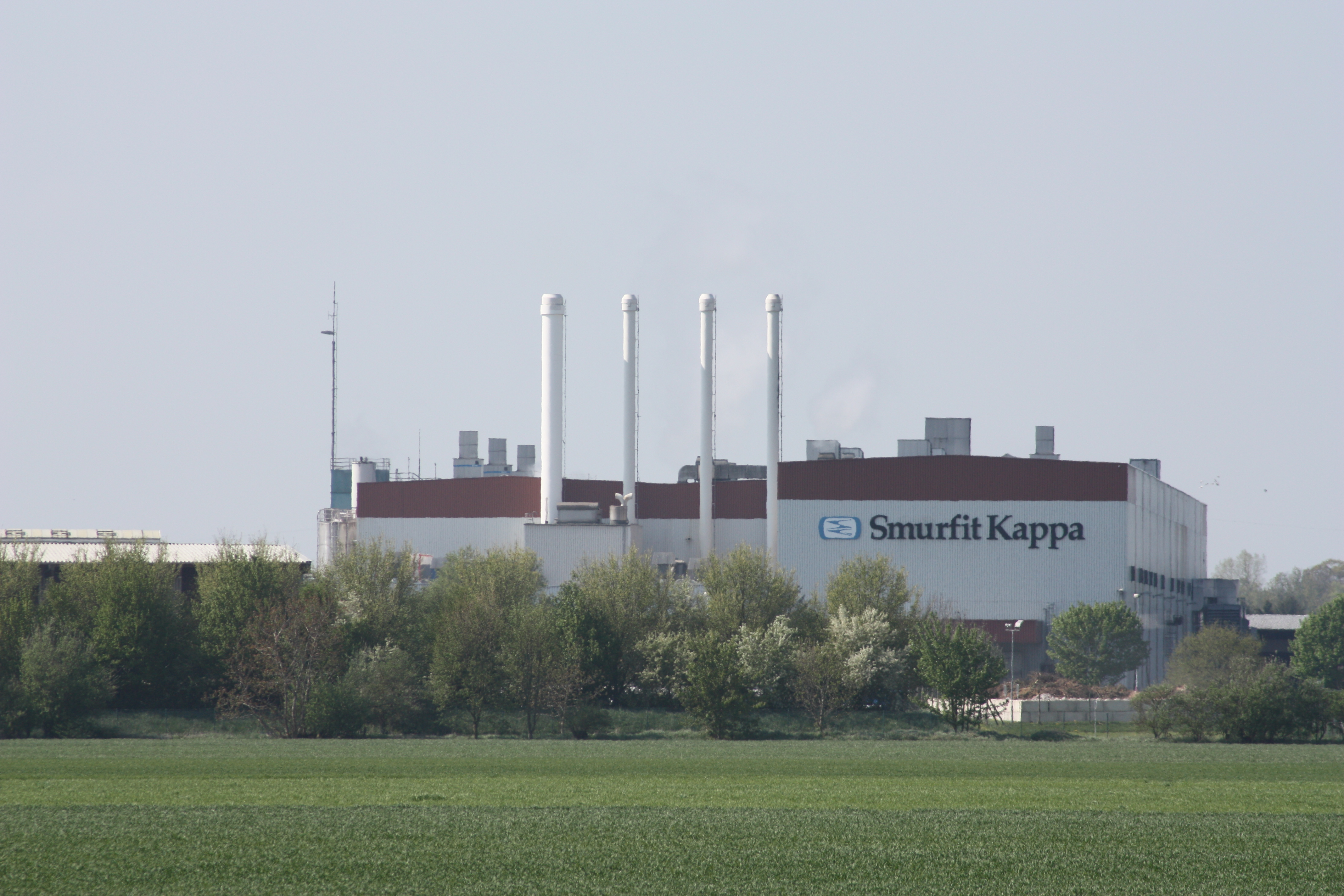
Smurfit Kappa グループの製紙工場

### 経済
この街の最大の雇用主は300人以上の従業員を擁する Smurfit Kappa グループの製紙工場である。

### 交通

#### 道路
ヴェーザー川沿いの重要な位置を占め、ニーンブルク郡北部の中心都市として機能を持つにもかかわらず、市内を通る広域自動車道はなく、交通網への接続がよいというに過ぎない。この街では、ハッセルからブルーフハウゼン＝フィルゼンへの道路とヒルガーミッセンからビュッケンへの道路が交差している。

#### 鉄道
ホーヤはグラーフシャフト・ホーヤ交通会社が運営するアイストルプからホーヤやブルーフハウゼン＝フィルゼンを経由してジーケに至る鉄道路線沿いに位置する。この路線は歴史的にはホーヤから互いに逆方向に運行する2つ別々の路線であったが、ヴェーザー橋によって相互乗り入れを果たし、合併したものである。現在この路線の旅客運行は保存鉄道『カフキーカー号』に限られており、他は貨物列車だけが走っている。かつてはホーヤからビュッケンへの路線もあった。

#### その他の交通
ホーヤはヴェーザー川観光船の停泊地である。また、SFVホーヤ v. 1931 e.V. のグライダー飛行場がある。

### 施設
ホーヤには技術救難連邦訓練所ホーヤ校がある。これは全部で2校ある技術救難の連邦訓練所の1つである。また、ニーダーザクセン乗馬学校もある。かつては病院があったが、レーン病院が出来たことで廃止・解体された。最寄りの病院はニーンブルク/ヴェーザーのミッテルヴェーザー病院（レーン病院）とフェルデン (アラー)のアラー＝ヴェーザー病院である。

## 人物

### 出身者
- ヨハン・ベックマン (1739 - 1811) 哲学、経済学教授。ゲッティンゲン王立学術アカデミー会員。テクノロジー学の創始者。
- マルティン・ハスペルマート (1963 - ) 言語学者。

### ゆかりの人物
- ローゼル・ツェヒ (1942 - ) 舞台・映画女優。ホーヤで育った。

## 引用
1. ↑  Landesamt für Statistik Niedersachsen, LSN-Online Regionaldatenbank, Tabelle A100001G: Fortschreibung des Bevölkerungsstandes, Stand 31. Dezember 2023
2. ↑  Max Mangold, ed (2005). Duden, Aussprachewörterbuch (6 ed.). Dudenverl. p. 412. ISBN 978-3-411-04066-7